# Институт программных систем РАН
Институт программных систем имени Айламазяна (ИПС РАН) — научный институт Российской академии наук, специализирующийся на изучении теоретических и практических проблем информационных систем управления, аппаратного и программного обеспечения вычислительных комплексов, компьютерных сетей и информационных систем, интеллектуальных методов обработки информации, математического моделирования сложных систем.
Создан в апреле 1984 года, первый директор — Альфред Айламазян. Размещён в специально выстроенном для института здании по адресу: Ярославская область, Переславский район, село Веськово, улица Петра Первого, дом 4 «а».
Ежегодно организует Национальный суперкомпьютерный форум.
Базовым учебным заведением института являлся Университет города Переславля имени Айламазяна, открытый в 1992 году и просуществовавший до 2017 года. Базовым детским учебным центром является Международный детский компьютерный центр имени Айламазяна — Ассоциированная школа ЮНЕСКО, открытый в 1986 году.
В структуре организации пять исследовательских центров (мультипроцессорных систем, искусственного интеллекта, медицинской информатики, процессов управления, системного анализа), а также аспирантура и учебно-научный центр.